# (5369) Virgiugum
(5369) Virgiugum est un astéroïde de la ceinture principale.

## Description
(5369) Virgiugum est un astéroïde de la ceinture principale. Il fut découvert le 22 septembre 1985 à l'observatoire Zimmerwald par Paul Wild. Il présente une orbite caractérisée par un demi-grand axe de 2,26 UA, une excentricité de 0,23 et une inclinaison de 4,5° par rapport à l'écliptique.

## Nom
5369 = 2040 + 3329; numéros attribués à deux astéroïdes baptisés en l'honneur de deux astronomes (3329) Golay et (2040) Chalonge qui ont travaillé à l'observatoire le plus haut de Suisse.

## Compléments